# Desenho de arma nuclear

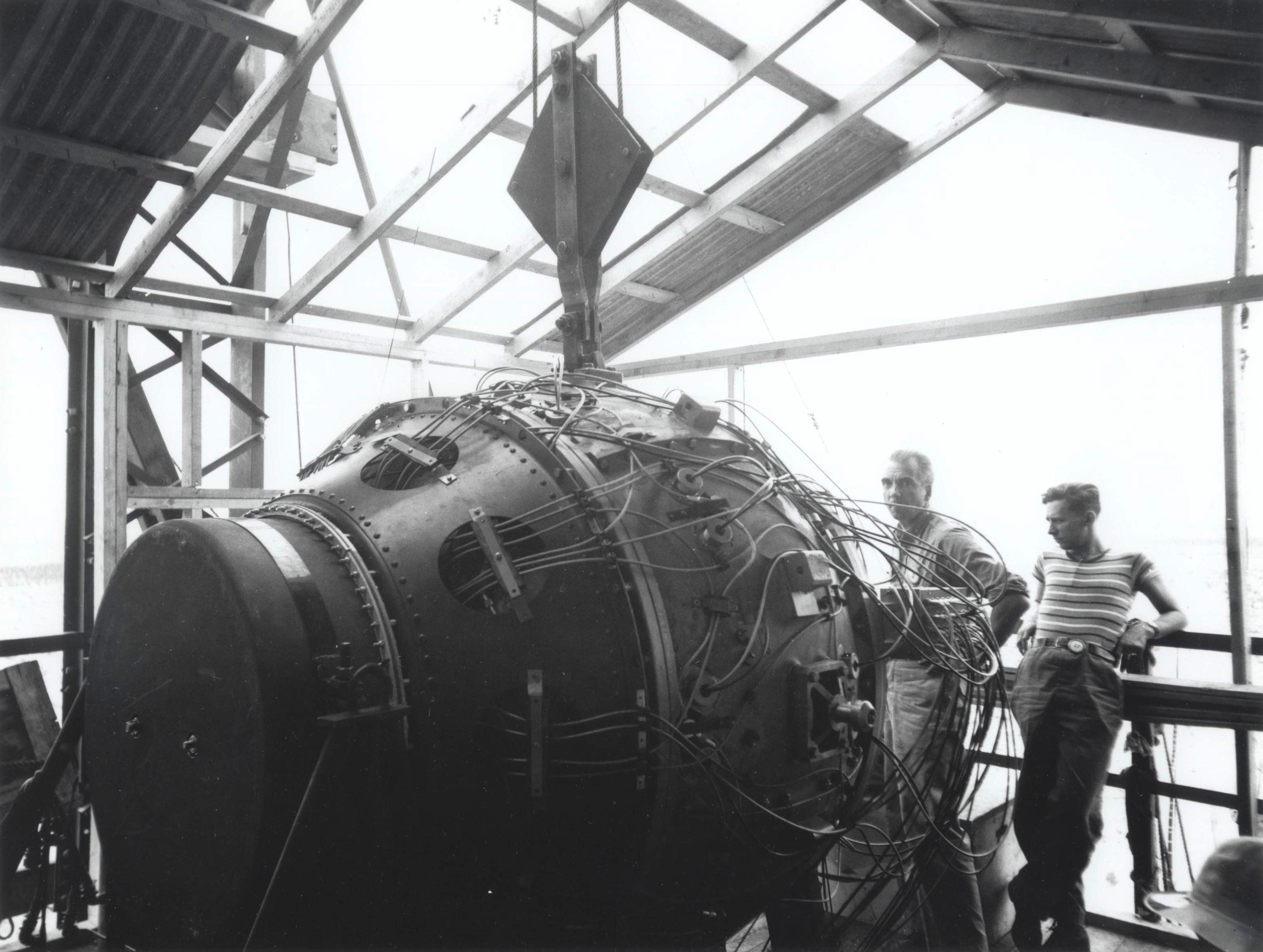
As primeiras armas nucleares, embora grandes, pesadas e ineficientes, forneceram os blocos de desenho básicos de todas as armas futuras. Nesta imagem, a Engenhoca é preparada para o primeiro teste nuclear: Trinity.

Desenhos de armas nucleares são arranjos ou combinações de natureza física, química e de engenharia que permitem que o pacote físico de uma arma nuclear exploda. Há três tipos básicos de desenho. Em todos, a energia explosiva de engenhos activados é derivada essencialmente de fissão nuclear, não de fusão.
- Armas de fissão puras foram as primeiras armas nucleares construídas e foram as únicas, até ao momento, a serem usadas em tempo de guerra. O material activo é urânio (U-235) ou plutónio (Pu-239), montado explosivamente numa massa crítica de reacção em cadeia por um de dois métodos:
  - Montagem balística, na qual uma massa de urânio físsil é disparada contra um alvo de urânio (também físsil) no extremo da arma, similar ao disparo de uma bala pelo cano de uma arma (plutónio pode ser, teoricamente, usado neste desenho; no entanto, provou-se ser impraticável).
  - Montagem implosiva, na qual uma massa físsil de um dos materiais referidos (U-235, Pu-239, ou uma combinação de ambos) é rodeada por uma carga explosiva modelada que comprime a massa, resultando em criticidade.
- Arma de fissão intensificada constitui um melhoramento do desenho implosivo. O ambiente de altas pressões e temperaturas no centro da explosão de uma bomba de fissão comprime e aquece uma mistura de gases de trítio e deutério (isótopos pesados de hidrogénio). O hidrogénio funde-se, formando hélio e neutrões livres. A energia liberada pelas reacções de fusão é relativamente negligenciável, mas cada neutrão liberado inicia, por sua vez, uma nova reacção de fusão em cadeia, reduzindo substancialmente a quantidade de material físsil que, de outra forma, seria gasto. Este mecanismo de intensificação pode representar uma duplicação da energia liberada por fissão.
- Armas termonucleares bifásicas são, essencialmente, uma cadeia de armas de fissão intensificada, normalmente com apenas duas fases na referida cadeia. A segunda fase, denominada "secundário", é implodida por energia de raios X a partir da primeira fase, denominada "primário". Esta implosão por radiação é muito mais eficaz que a implosão do primário, de alta potência. Consequentemente, o secundário pode ser várias vezes mais potente do que  primário sem, no entanto, ser maior. O secundário pode ser desenhada para maximizar a liberação de energia de fusão mas, na maioria dos desenhos, é apenas utilizada para conduzir ou melhorar a fissão, como no caso do primário. Mais fases podem ser adicionadas, embora o resultado seja uma arma de megatoneladas, potente demais para ser utilizada.[2]

Armas de fissão puras constituíram, historicamente, o primeiro tipo a ser construído por uma nação. Países com elevados níveis de industrialização e com arsenais nucleares desenvolvidos, possuem armas termonucleares bifásicas, as quais são as mais compactas, escaláveis e com melhor relação resultado/preço, assim que esteja disponível a infraestrutura industrial necessária para as construir.
Todas as inovações em desenho de armas nucleares foram originadas nos EUA, embora alguns desenhos tenham sido desenvolvidos, mais tarde, por outros Estados; as descrições seguintes dizem respeito a desenhos norte-americanos.
Nos primeiros serviços noticiosos, as armas de fissão puras eram chamadas de "bombas atómicas" ou "bombas-A", um termo desadequado já que a energia vem unicamente do núcleo do átomo. Armas que envolviam fusão eram chamadas de "bombas de hidrogénio" ou "bombas-H", denominações igualmente desadequadas já que a sua energia destrutiva provinha principalmente da fissão nuclear. Conhecedores da tecnologia favoreceram os termos "nuclear" e "termonuclear", respectivamente.
O termo "termonuclear" refere-se às altas temperaturas necessárias ao início da fusão, ignorando o igualmente importante factor da pressão, considerado secreto na época em que o termo se tornou corrente. Muitos termos relacionados com tecnologia de armas nucleares são inexactos devido a terem tido origem em ambientes confidenciais. Alguns são termos em código absurdos, tais como "alarme de relógio".

## Reacções nucleares
A fissão nuclear divide átomos mais pesados, formando átomos mais leves. A fusão nuclear liga átomos mais leves, formando átomos mais pesados. Ambas a reacções geram, aproximadamente, um milhão de vezes mais energia do que as reacções químicas comparáveis, tornado as bombas nucleares um milhão de vezes mais poderosas que as bombas não-nucleares, facto reclamado por uma patente francesa em Maio de 1939.
Em alguns aspectos, fissão e fusão são reacções opostas e complementares, mas os seus detalhes são únicos em cada uma. Para entender como as armas nucleares são desenhadas, é útil conhecer as importantes similaridades e diferenças entre fissão e fusão. A explicação seguinte emprega valores arredondados.

### Fissão
Quando um neutron livre atinge o núcleo de um átomo fissionável como o urânio-235 (235U), este divide-se em dois átomos menores chamados fragmentos de fissão, bem como em mais neutrões. As fissões podem ser auto-sustentadas porque cada colisão produz mais neutrões com as velocidades requeridas para causar novas fissões.
O átomo de urânio pode dividir-se em várias dezenas de maneiras distintas, a única condição na reacção será a de a soma dos pesos atómicos totalizar 236 (massa atómica do urânio mais a do neutrão). A seguinte equação mostra uma possível divisão em estrôncio-95 (95Sr), xénon-139 (139Xe), dois neutrões (n), e energia (unidade: MeV):
{\displaystyle \ {}^{235}\mathrm {U} +n={}^{95}\mathrm {Sr} +{}^{139}\mathrm {Xe} +2n+180\ \mathrm {MeV} }
A libertação imediata de energia por átomo é de 180 milhões de electrão-volt (MeV), ou seja, 74 TJ/kg, sendo 90% desse valor energia cinética dos fragmentos de fissão, os quais se afastam uns dos outros por repulsão causada pela carga positiva dos seus protões (38 para o estrôncio e 54 para o xénon). Assim, a sua energia cinética inicial é de cerca de 67 TJ/kg (correspondendo a uma velocidade inicial de 12.000 km/s), mas a sua elevada carga eléctrica provoca inúmeras colisões inelásticas com núcleos vizinhos. Os fragmentos mantêm-se capturados no fosso de urânio até que o seu movimento é convertido em raios X, um processo que demora cerca de um milionésimo de segundo (um microsegundo). Esta energia de raios X produz a explosão e o fogo que são o propósito da explosão nuclear.
Após o abrandamento dos produtos de fissão, estes continuam radioactivos. Sendo novos elementos com neutrões a mais, eventualmente tornar-se-ão estáveis por decaimento beta, convertendo neutrões em protões com emissão de electrões e raios gama. Cada núcleo dos produtos de fissão decai entre uma e seis vezes (três vezes, em média), produzindo uma variedade de isótopos de diferentes elementos, alguns estáveis, alguns altamente radioactivos, e outros radioactivos com tempos de vida média de até 200.000 anos. Em reactores, os produtos radioactivos são os resíduos nucleares do combustível consumido. Nas bombas, tornam-se cinza nuclear, depositando-se na superfície terrestre tanto localmente como globalmente.
Entretanto, dentro da bomba em explosão, os neutrões livres libertados pela fissão atingem os núcleos vizinhos de 235U, provocando a sua fissão numa reacção em cadeia de crescimento exponencial (1, 2, 4, 8, 16, 32,...). Iniciando-se com apenas uma, o número de fissões pode, teoricamente, duplicar-se uma centena de vezes em apenas um microsegundo, o que poderia consumir uma massa de urânio com centenas de toneladas quando fosse atingido o centésimo passo da reacção. Na prática, as bombas não contêm tanto urânio e, de qualquer das formas, apenas alguns quilogramas sofrem fissão antes de toda a massa explodir em pedaços.
Manter a coesão de uma bomba em explosão é o maior desafio no desenho de armas de fissão. O calor da fissão expande rapidamente o fosso de urânio, espalhando e afastando entre si os núcleos-alvo e, consequentemente, criando espaços inter-nucleares pelos quais os neutrões se podem escapar sem serem capturados. A reacção em cadeia pára.
Os materiais que conseguem suster uma reacção em cadeia denominam-se físseis. Os dois materiais físseis usados em armas nucleares são:
- U-235, também conhecido por urânio enriquecido ou por 25 (resultante da combinação do último dígito do seu número atómico (92) e do último dígito da sua massa atómica (235));
- Pu-239, também conhecido por plutónio ou por 49 (combinação de 94 com 239).

O isótopo mais comum do urânio, U-238, é fissionável mas não físsil, o que significa que pode ser fissionado por neutrões (emitidos por um reactor de fusão, por exemplo) mas não é capaz de suster uma reacção em cadeia per se. É também conhecido por urânio empobrecido ou natural, tuballoy (Tu), e 28 (ver explicação no parágrafo anterior). Não consegue suster uma reacção em cadeia devido aos seus próprios neutrões de fissão não serem suficientemente energéticos para provocar mais fissão de U-238. No entanto, os neutrões libertados por fusão fissionarão o U-238. Esta reacção de fissão de U-238 provoca a maior parte da energia destrutiva numa arma termonuclear bifásica típica.

### Fusão
É pouco provável que a fusão seja auto-sustentada pois não produz o calor e pressão necessários a mais fusão. Produz, sim, neutrões que dispersam a energia. Em armas, a mais importante reacção de fusão é chamada de reacção D-T. Usando o calor e pressão da fissão, hidrogénio-2 (²D) funde-se com hidrogénio-3 (³T), formando hélio-4 (4He), um neutrão (n) e energia:
{\displaystyle \ ^{2}\mathrm {D} +^{3}\!\mathrm {T} =^{4}\!\!\mathrm {He} +n+17.6\ \mathrm {MeV} }
Note que a energia total libertada, 17,6 MeV, é um décimo da da fissão, mas os "ingredientes" da reacção representam apenas uma quinquagésima parte em termos mássicos, pelo que a energia libertada por unidade de massa é superior. No entanto, nesta reacção de fusão, 80% da energia (14 MeV) encontra-se no movimento do neutrão que, por não ter carga eléctrica e por ter quase tanta massa como o núcleo de hidrogénio que o criou, pode escapar sem deixar para trás a sua energia e, portanto, sem sustentar a reacção nem gerar raios X para explosão e fogo.
A única forma prática de aproveitar a maior parte da energia da fusão é a captura de neutrões dentro de uma garrafa maciça de um metal pesado como o chumbo, urânio ou plutónio. Se o neutrão de 14 MeV for capturado por urânio (de tipo 235 ou 238) ou plutónio, o resultado é fissão e a libertação de cerca de 180 MeV de energia de fissão, multiplicando o rendimento por dez.
A fissão é, assim, necessária para iniciar e sustentar a fusão, e captura e multiplica a energia libertada em neutrões de fusão. No caso de uma bomba de neutrões (ver em baixo) o que foi mencionado não se aplica, visto que a própria fuga dos neutrões é o objectivo da arma.

### Produção de trítio
Uma terceira e importante reacção nuclear é a que cria trítio, essencial ao tipo de fusão usada em armas e, coincidentemente, o mais dispendioso componente em qualquer arma nuclear. Trítio, ou hidrogénio-3, é produzido no bombardeamento de lítio-6 (6Li) por um neutrão (n), gerando hélio-4 (4He), trítio (³T) e energia:
{\displaystyle \ ^{6}\mathrm {Li} +n=^{4}\!\!\mathrm {He} +^{3}\!\mathrm {T} +5\ \mathrm {MeV} }
É necessário um reactor nuclear para fornecer electrões. A conversão, à escala industrial, de lítio-6 em trítio é muito similar à conversão de urânio-238 em plutónio-239. Em ambos os casos, o material de alimentação é colocado dentro de um reactor nuclear e removido para processamento algum tempo depois. Na década de 1950, quando a capacidade dos reactores era limitada, as produções de trítio e plutónio estavam em competição directa. Cada átomo de trítio que entrava numa arma substituía um átomo de plutónio que poderia ter sido produzido em seu lugar.
A fissão de um átomo de plutónio liberta dez vezes mais energia total do que a fusão de um átomo de trítio, e gera 50 vezes[carece de fontes?] mais energia explosiva. Por esta razão, o trítio é incluído em componentes de armas nucleares apenas quando produz mais fissão do que aquela sacrificada pela sua produção, nomeadamente no caso da fissão intensificada.
No entanto, uma bomba nuclear em explosão é um reactor nuclear. A reacção acima pode ocorrer simultaneamente ao longo do secundário de uma arma termonuclear bifásica, produzindo trítio in loco à medida que o engenho explode.
Dos três tipos básicos de arma nuclear, a primeira (fissão pura) usa a primeira das três reacções nucleares acima. A segunda (fissão intensificada) usa as primeiras duas reacções. A terceira (termonuclear bifásica) usa as três reacções.

## Armas de fissão pura
A primeira tarefa de um desenho de arma nuclear é agregar rapidamente uma massa supercrítica de urânio ou plutónio físseis. Numa massa supercrítica, a percentagem de neutrões produzidos por fissão e capturados por outros núcleos físseis é grande o suficiente para que cada evento de fissão, em média, cause mais do que um evento de fissão adicional.
Assim que a massa crítica se encontre agregada com densidade máxima, um jorro de neutrões é fornecido no sentido de iniciar o maior número possível de reacções em cadeia. As armas primitivas empregavam um "urchin" no fosso, contendo este último polónio-210 e berílio separados por uma fina barreira. A implosão do fosso esmagava o urchin e misturava os dois metais, permitindo, desta forma, que partículas alfa provenientes do polónio interagissem com os átomos de berílio, produzindo nêutrons livres. Em armas modernas, o gerador de nêutrons é um tubo de vácuo de alta tensão que contém um acelerador de partículas, o qual bombardeia um alvo de hidreto de deutério/trítio-metal com íons de deutério e trítio. A fusão de pequena escala produz neutrões num local protegido, fora do pacote físico, a partir do qual podem penetrar no fosso. Este método permite melhor sincronização na iniciação da reacção em cadeia.
A massa crítica de uma esfera não-comprimida de metal desprotegido é 49,9 kg para urânio-235 e 15,9 kg para plutónio-239 na fase delta. Em aplicações práticas, a quantidade de material requerida para criticidade varia com a forma, pureza, densidade e proximidade ao material reflector de neutrões, sendo a fuga ou captura de neutrões afectadas por todos os factores anteriores.
Para evitar uma reacção em cadeia durante o manuseamento, o material físsil na arma deverá ser sub-crítico antes da explosão. Pode consistir em um ou mais componentes contendo, cada um, menos do que uma massa crítica não-comprimida. Uma fina concha oca pode conter mais do que uma massa crítica esférica e desprotegida, e o mesmo é válido para um cilindro, o qual pode ser arbitrariamente extenso sem nunca atingir criticidade.
Tamper, também chamado refletor, é uma camada opcional feita de material denso e que envolve o material físsil. Devido à sua inércia, o tamper atrasa a expansão do material reator, aumentando a eficiência da arma. É comum a mesma camada servir como refletor de nêutrons.

### Desenho de arma de tipo balístico

Diagrama de uma arma de fissão de tipo balístico.

Little Boy, a bomba de Hiroshima, usou 64 kg de urânio com um enriquecimento médio de 80% (51 kg de U-235), muito próximo da massa crítica para o metal desprotegido. Quando montado dentro do seu tamper/reflector de carbeto de tungsténio, os 64 kg representavam mais do dobro da massa crítica. Antes da explosão, o urânio-235 foi preparado em duas porções sub-críticas, uma das quais foi, mais tarde, disparada por um cilindro contra a outra, iniciando a explosão atómica. Cerca de 1% do urânio sofreu fissão; o restante, representando a maior parte de toda a produção em tempo de guerra das gigantescas fábricas de Oak Ridge, espalhou-se inutilmente.
A ineficiência foi causada pela velocidade a que o urânio não-comprimido se expandiu e se tornou sub-crítico durante a fissão, devido à sua densidade diminuída. Apesar da sua ineficiência, este desenho, devido ao seu formato, foi adaptado para utilização em projécteis de artilharia cilíndricos e de pequeno diâmetro (uma ogiva de tipo balístico, disparada de um cano de uma arma muito maior). Tais ogivas foram incorporadas pelo Estados Unidos no seu arsenal até 1992, sendo responsáveis por uma fracção significativa de todo o U-235 armazenado; estas foram, também, algumas das primeiras armas a serem desmanteladas de acordo com tratados limitativos do número de ogivas. A base lógica desta decisão foi, sem dúvida, a combinação das baixas potências destas armas com os sérios problemas de segurança associados ao desenho de tipo balístico.

### Arma de tipo implosivo
Fat Man, a bomba de Nagasaki, usou 6,2 kg (cerca de 350 ml de volume) de Pu-239, o que representa apenas 39% da massa crítica esférica. Rodeada por um tamper/reflector de U-238, o fosso foi elevado próximo do ponto de massa crítica pelas propriedades de reflectividade neutrónica do U-238. Durante a detonação, a criticidade foi atingida por implosão. Com o objectivo de aumentar a sua densidade, o fosso de plutónio foi comprimido pela detonação simultânea de explosivos convencionais colocados uniformemente à sua volta. Estima-se que apenas 20% do plutónio tenha sofrido fissão; o resto, cerca de 5 kg, foi espalhado.
Uma onda de choque gerada por uma implosão pode ter uma duração tão curta que apenas uma fracção do fosso seja comprimido no instante em que a onda o atravessa.

Imagens de raio X das ondas de choque convergentes formadas durante um teste do sistema de lente altamente explosivo.

 Um impulsor (do inglês pusher), implementado na forma de concha de metal de baixa densidade - como o alumínio, berílio ou uma liga de ambos os metais - poderá ser necessário. O impulsor localiza-se entre a lente explosiva e o tamper/reflector. Actua reflectindo, no sentido oposto, uma parte da onda de choque, tendo assim o efeito de prolongar a sua duração. A bomba Fat Man usou um impulsor de alumínio.
A chave para a maior eficiência da bomba Fat Man residiu no momento transmitido do exterior pelo tamper  massivo de U-238 (que não sofreu fissão). Assim que a reacção em cadeia se iniciou no plutónio, o momento da implosão tinha de ser invertido antes que a expansão pudesse parar a fissão. Ao manter-se toda a estrutura durante mais algumas centenas de nanosegundos, conseguiu-se aumentar a eficiência do artefato.

#### Fosso de plutónio
O núcleo de uma arma de implosão – o material físsil e qualquer tamper/reflector ligado a ele – é conhecido por fosso. Algumas armas testadas durante os anos de 1950 usaram armas feitas somente com U-235, ou em conjunto com plutónio, mas os fossos feitos unicamente com plutónio são os que têm menor diâmetro e têm sido a norma desde o início da década de 1960.
A fundição e usinagem do plutónio são difíceis, não só devido à sua toxicidade, como também devido à existência de várias fases metálicas, também conhecidas como alótropos. À medida que o plutónio arrefece, alterações na sua fase resultam em distorção. Esta distorção é normalmente ultrapassada ligando-o metalicamente a gálio a 3-3,5 molar%, o que provoca a expansão da sua fase delta por uma maior gama de temperaturas. Quando é feito o arrefecimento a partir da fusão, o plutónio sofrerá então apenas uma mudança de fase, de epsilon para delta, em vez das quatro fases que, caso contrário, atravessaria. Outros metais trivalentes também funcionariam, mas o gálio tem uma secção eficaz de absorção neutrónica bastante reduzida e ajuda a proteger o plutónio contra a corrosão. Um inconveniente reside no facto de os próprios compostos de gálio serem corrosivos, pelo que, se o plutónio for recuperado a partir de armas desmanteladas para conversão em dióxido de plutónio, usado em reactores nucleares, há dificuldade em remover o gálio.
Devido ao plutónio ser quimicamente reactivo, é comum revestir o fosso com uma fina camada de metal inerte, o que também reduz o perigo de toxicidade. Nas primeiras armas foi utilizado níquel mas, actualmente, dá-se preferência ao ouro.[carece de fontes?]

### Implosão em fosso levitado
O primeiro melhoramento no desenho da bomba Fat Man consistiu na introdução de um espaço com ar entre o tamper/reflector e o fosso, de modo a criar um impacto similar ao de um martelo quando atinge um prego. O fosso, suportado por um cone oco dentro da cavidade do tamper, era descrito como "levitado". Os três testes da Operação Sandstone, em 1948, usaram desenhos de tipo Fat Man com fossos levitados. A maior potência foi de 49 kt, mais do dobro da potência do desenho Fat Man sem levitação.
Foi imediatamente claro que o modelo implosivo seria o mais adequado para uma arma de fissão. A sua única desvantagem residia no seu diâmetro. A bomba Fat Man tinha 1,5 m de largura, contrastando com os 60 cm da bomba Little Boy.
Onze anos mais tarde, os desenhos de implosão tinham avançado suficientemente para que a esfera de 1,5 m de diâmetro do engenho Fat Man tivesse sido reduzida para um cilindro de 30 cm de diâmetro e 60 cm de comprimento, no caso do engenho Swan.
O fosso de Pu-239 da bomba Fat Man tinha apenas 9 cm de diâmetro, ligeiramente maior do que uma bola de basebol. A maior parte do anel que rodeava a bomba Fat Man dizia respeito ao mecanismo de implosão, nomeadamente as camadas concêntricas de U-238, alumínio e potentes explosivos. A chave para a redução do anel residiu no desenho de implosão de dois pontos.

### Implosão linear de dois pontos
Um desenho implosivo bastante ineficiente é um que simplesmente remodela um ovóide numa esfera, com compressão mínima. Num esquema de implosão linear, uma massa de Pu-239, sólida, não comprimida e alongada, maior do que massa crítica numa esfera, é embutida num cilindro altamente explosivo, com um detonador em cada ponta.
A detonação leva o fosso à criticidade pela compressão simultânea dos topos do cilindro, criando uma forma esférica. O choque pode também fazer o plutónio transitar da sua fase delta para a fase alfa, aumentando a sua densidade em 23%, mas sem o momento, do exterior para o interior, de uma verdadeira implosão. A falta de compressão torna a detonação ineficiente, mas a simplicidade e reduzido diâmetro do desenho tornam-no adequado para utilização em projécteis de artilharia e munições atómicas de demolição, também conhecidas por armas nucleares portáteis.
Todas estas armas de combate de baixa potência, sejam desenhos balísticos de U-235 ou desenhos implosivos lineares de Pu-239, exigem o pagamento de um preço alto em termos de material físsil, já que implicam que se alcancem diâmetros entre 152 e 254 mm.

### Implosão de dois pontos em fosso oco
Um sistema implosivo de dois pontos emprega duas lentes de explosão e um fosso oco.
Um fosso oco de plutónio era o planeado inicialmente para a bomba Fat Man de 1945, mas não havia tempo suficiente para desenvolver e testar o seu sistema implosivo. Um desenho de fosso sólido era mais simples e, dada a restrição de tempo, considerado mais fiável, mas requeria um tamper de U-238 pesada, um impulsor espesso de alumínio, e três toneladas de altos explosivos.
Após a guerra assistiu-se ao reavivar do interesse no desenho de fosso oco. A sua vantagem mais óbvia reside no facto de uma casca oca de plutónio, deformada por choque em direcção ao seu centro vazio, transmitir momento na sua súbita e violenta configuração em esfera sólida. Ela própria funcionaria como tamper, requerendo um dispositivo muito menor desse tipo (em U-238), sem necessidade de qualquer impulsor, e empregando explosivos de menor potência. O fosso oco tornou a levitação obsoleta.
A bomba Fat Man possuía duas conchas esféricas e concêntricas de altos explosivos, cada uma com cerca de 25 cm de espessura. A concha interior guiou a explosão. A concha exterior consistiu num padrão de bola de futebol com 32 lentes altamente explosivas, cada uma convertendo a onda convexa proveniente do seu detonador numa onda côncava cuja frente se adequava à superfície externa da concha interna. Se estas 32 lentes pudessem ser substituídas por apenas duas, a esfera de altos explosivos poderia tornar-se um elipsóide (esferóide prolato) com muito menor diâmetro.
Um excelente exemplo destas duas características reside numa ilustração de 1956 do programa sueco de armas nucleares (encerrado antes de ter produzido uma explosão de teste), nela se vendo os elementos essenciais do desenho de dois pontos em fosso oco.
Há desenhos similares na literatura que provêm do programa alemão de armas nucleares no pós-guerra, o qual foi também encerrado, bem como do programa francês, o qual produziu um arsenal.
O mecanismo da lente de altos explosivos (item n.º 6 no diagrama) não é mostrado no desenho sueco, mas uma lente de tipo padrão feita de explosivos potentes rápidos e lentos, como na bomba Fat Man, seria muito mais alongada do que a forma ilustrada. Para que uma única lente explosiva gere uma onda côncava que envolva por completo um hemisfério, aquela deverá ser ou muito comprida, ou a parte da onda na linha que liga o detonador ao fosso dramaticamente abrandada.
Um explosivo potente e lento é, ainda assim, muito rápido, mas a placa voadora de uma "lente de ar" não o é. Uma placa metálica, deformada por choque e empurrada através de um espaço vazio, pode ser desenhada para que se mova à velocidade pretendida. Um sistema implosivo de dois pontos usando tecnologia de lente de ar pode ter um comprimento que não exceda o dobro do seu diâmetro, tal como no desenho sueco acima referido.

## Arma de fissão intensificada
O passo seguinte em miniaturização teve como objectivo a aceleração da fissão no fosso para reduzir a quantidade de tempo requerida pelo confinamento inercial. O fosso oco constituiu uma localização ideal para a introdução da fusão no sentido de obter intensificação da fissão. Uma mistura 50/50 de gases de trítio e de deutério, bombeada para o fosso durante o armamento, funde-se em hélio e liberta neutrões livres brevemente após o início da fissão. Os neutrões dão início a um elevado número de novas reacções em cadeia enquanto o fosso ainda se encontra crítico ou perto da criticidade.
Assim que o fosso oco é aperfeiçoado, as razões para não se escolher a intensificação tornam-se escassas.
O conceito de fissão intensificada por fusão foi primeiramente testado a 25 de Maio de 1951, na explosão Item da Operação Greenhouse, em Enewetak. A explosão teve uma potência de 45,5 kt.
A intensificação reduz o diâmetro de três formas, todas resultantes de fissão mais rápida:
- Como o fosso comprimido não necessita de ver mantida a sua integridade estrutural durante tanto tempo, a calçadeira massiva de U-238 pode ser substituída por uma concha de berílio muito mais leve, reflectindo de volta para o fosso neutrões que se escapem. O diâmetro é, assim, reduzido.
- A massa do fosso pode ser reduzida para metade sem reduzir a potência da arma. O diâmetro é, novamente, reduzido.
- Visto que a massa do metal a ser implodido (calçadeira e fosso) é reduzida, a carga de alto explosivo necessária é também menor, reduzindo o diâmetro ainda mais.

Como a intensificação é requerida para atingir a potência máxima associada a este desenho, qualquer redução na intensificação implica uma redução na potência. Armas intensificadas são, assim, armas de potência variável. A potência pode ser reduzida em qualquer momento anterior à explosão, bastando para isso reduzir a quantidade de trítio que é injectado no fosso durante o processo de armamento.
O primeiro engenho cujas dimensões sugerem a implementação de todas estas características (dois pontos, fosso oco, implosão intensificada por fusão) foi o engenho Swan, testado a 22 de Junho de 1956 em Enewetak. A explosão recebeu o nome Inca e foi executada no contexto da Operação Redwing. A sua potência foi de 15 kt, aproximadamente a mesma da bomba Little Boy, detonada em Hiroima onze anos antes. Pesava 47,6 kg e era de forma cilíndrica, com 29,5 cm de diâmetro e 58 cm de comprimento. O esquema acima ilustra as suas prováveis características essencias.
Onze dias mais tarde, a 3 de Julho de 1956, o engenho Swan foi testado novamente em Enewetak, tendo recebido o nome de Mohawk. Desta vez, o engenho desempenhou o papel de primário num engenho termonuclear bifásico, papel esse repetido uma dúzia de vezes ao longo da década de 1950. Swan foi o primeiro primário multiúso e pronto a usar, protótipo de todos os que se lhe seguiram.
Após o sucesso de Swan, e durante a década de 1950, o padrão de diâmetro dos engenhos monofásicos intensificados parece ter sido de 300 mm. O comprimento era, normalmente, o dobro do diâmetro, embora um único engenho, que mais tarde se tornou a ogiva W54, aproximava-se a uma esfera, com apenas 381 mm de comprimento. Antes de ser produzida em massa foi testada duas dúzias de vezes no período de 1957 a 1962. Nenhum outro desenho teve tão longo histórico de falhas em testes. Como os engenhos mais compridos tendiam a funcionar correctamente na primeira tentativa, supõe-se ter havido alguma dificuldade em achatar suficientemente as duas lentes de altos explosivos por forma a atingir a desejada relação comprimento/largura.
Uma das aplicações da ogiva W45 foi o projéctil de canhão nuclear táctico sem recuo Davy Crockett, mostrado aqui em comparação com o seu predecessor Fat Man (dimensões em polegadas).
Outro benefício da intensificação, para além de permitir armas mais pequenas, leves e com menor material físsil para uma determinada potência, reside no facto de tornar as armas imunes à interferência de radiação. Descobriu-se, em meados da década de 1950, que fossos de plutónio seriam particularmente susceptíveis a pré-detonações parciais se expostos à radiação intensa de uma explosão nuclear próxima (equipamento electrónico pode também ser danificado, mas tal constitui um problema distinto). O problema da interferência por radiação era especialmente importante antes do advento dos sistemas de radar de longo alcance, já que um ataque inicial poderia tornar inoperantes todas as armas de retaliação. A intensificação reduz a quantidade de plutónio necessária para valores abaixo do valor mínimo de susceptibilidade a este efeito.

## Armas termonucleares bifásicas
Tanto as armas de fissão pura como as de fissão intensificada por fusão podem ter potências de centenas de quilotoneladas, com grande custo em material físsil e trítio (T), mas de longe o método mais eficiente para aumentar a potência de uma arma nuclear superior a 10 ou mais kt consiste em adicionar uma segunda fase independente, denominada secundário.

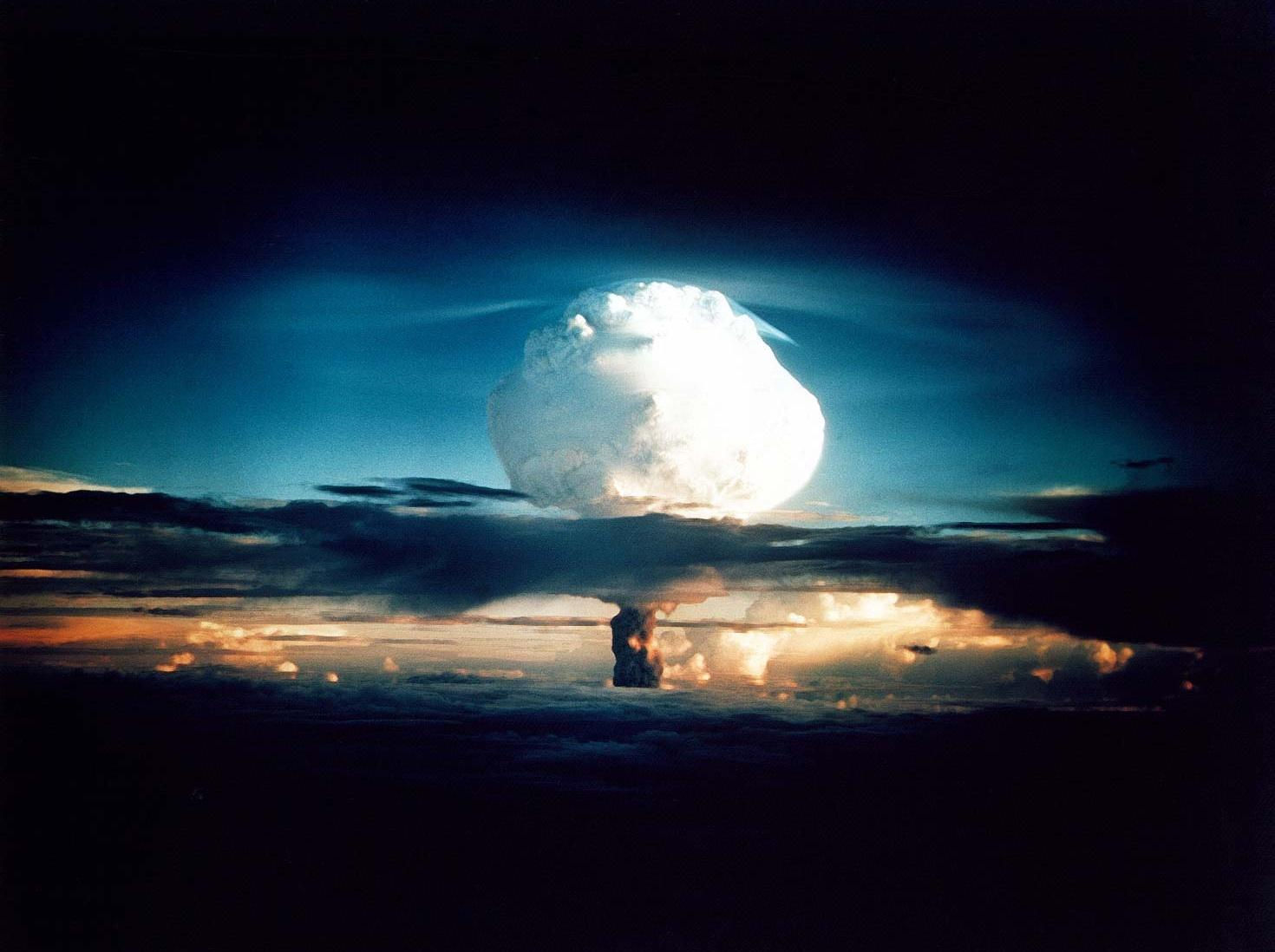
Ivy Mike, a primeira explosão termonuclear bifásica, atingiu 10,4 Mt em 1 de Novembro de 1952.

Na década de 1940, desenhadores de bombas em Los Alamos imaginavam um secundário na forma de vasilha de deutério (D) em deutério liquefeito ou em forma de hidreto. A reacção de fusão seria D-D, tecnologicamente mais difícil de atingir que a reacção D-T, embora mais barata. Uma bomba de fissão colocada num extremo da arma causaria uma onda compressiva e de calor, propagando a fusão pelo vasilhame até ao outro extremo. Simulações matemáticas mostraram que tal não funcionaria, mesmo com a adição de grandes quantidades do proibitivamente caro trítio.
A totalidade do vasilhame de combustível nuclear teria de ser envolta em energia de fissão para o comprimir e aquecer, como acontece com a carga intensificadora num primário intensificado. A descoberta central ao desenho deu-se em Janeiro de 1951, quando Edward Teller e Stanisław Ulam inventaram a implosão radiactiva, conhecida publicamente, por quase três décadas, como o segredo da bomba-H de Teller-Ulam.
O conceito de implosão radiactiva foi testado pela primeira vez a 9 de Maio de 1951, no teste George da Operação Greenhouse (Enewetak), com potência de 225 kt. O primeiro teste completo, levado a cabo em 1 de Novembro de 1952, baptizado de Ivy Mike e integrado na Operação Ivy (Enewetak), teve uma potência de 10,4 Mt.
Na implosão radiactiva, a erupção de energia de raios X proveniente da explosão de um primário é capturada e contida dentro de um canal de radiação de paredes opacas, o qual rodeia os componentes de energia nuclear do secundário. Num milionésimo de segundo, a maior parte da energia de várias quilotoneladas de TNT é absorvida por um plasma gerado por uma espuma plástica no canal de radiação. Com a energia a entrar e a não sair, o plasma atinge temperaturas equivalentes às do núcleo solar e expande-se com pressões da mesma magnitude. Objectos próximos, ainda estão relativamente frios, são esmagados pela pressão.
Os materiais nucleares frios que se encontram rodeados pelo canal de radiação são implodidos, de forma muito semelhante ao fosso do primário, mas com ainda maior intensidade. Esta pressão superior permite que o secundário seja significativamente mais potente que o primário, e sem ser muito maior.

A Ogiva antes do disparo; primário em cima, secundário em baixo. Ambos os componentes são bombas de fissão intensificadas por fusão. B Alto-explosivo dispara no primário, comprimindo o núcleo de plutónio e levando-o a supercriticidade e ao início da reacção de fissão. C Fissão no primário emite raios X que são canalizados ao longo do interior do invólucro, irradiando a espuma de poliestshireno que enche o canal. D A espuma de poliestireno torna-se um plasma, comprimindo o secundário, e uma vela de ignição de plutónio dentro do secundário inicia a fissão, fornecendo calor. E Comprimido e aquecido, o combustível de hidreto de lítio inicia a reacção de fusão e o fluxo de neutrões começa a fissionar o material da calçadeira. Uma bola de fogo começa a formar-se...

Por exemplo, para o teste Redwing Mohawk, em 3 de Julho de 1956, um secundário chamado Flute foi anexado ao primário Swan. O secundário tinha 38 cm de diâmetro e 59 cm de comprimento, aproximadamente do tamanho do primário, mas pesava 10 vezes mais e tinha uma potência 24 vezes superior (355 kt vs 15 kt).
Igualmente importante, os constituintes activos do Flute provavelmente não foram mais dispendiosos do que os utilizados no Swan. A maior parte da fissão proveio do barato U-238, e o trítio foi manufacturado in loco durante a explosão; apenas a vela de ignição no eixo do secundário necessitou de ser físsil.
Um secundário esférico pode atingir densidades de implosão mais elevadas do que um secundário cilíndrico, já que uma implosão esférica exerce pressão, de fora para dentro, a partir de todas as direcções e para um mesmo ponto central. No entanto, em ogivas com potências superiores a uma megatonelada, o diâmetro de uma secundário esférico seria demasiadamente grande para a maioria das aplicações. Um secundário cilíndrico torna-se, em tais casos, necessário. Os veículos de reentrada dos mísseis balísticos de múltiplas ogivas eram pequenos e em formato de cone; após 1970 tendiam a ter ogivas com secundários esféricos e potências de algumas centenas de quilotoneladas.
No que toca à intensificação, as vantagens do desenho termonuclear bifásico são tão grandes que, assim que uma nação domina a tecnologia, poucos incentivos há para não o adoptar.
Em termos de engenharia, a implosão radioactiva permitiu a exploração de várias características conhecidas dos materiais de bombas nucleares que, até à altura, tinham visto frustrada a sua aplicação prática. Por exemplo:
- A melhor maneira de armazenar deutério num estado razoavelmente denso consiste em ligá-lo quimicamente com lítio, na forma de hidreto de lítio. No entanto, o isótopo de lítio-6 é também a matéria-prima para a produção de trítio, e a bomba a explodir é um reactor nuclear. A implosão radioactiva manterá a coesão dos vários componentes por tempo suficiente para permitir a conversão completa de lítio-6 em trítio enquanto a bomba explode. Assim, o agente de ligação com o deutério permite a utilização da reacção de fusão D-T sem que qualquer trítio pré-manufacturado seja armazenado no secundário. Desta forma, a restrição inerente à produção de trítio desvanece-se.
- Para que o secundário seja implodido pelo plasma (extremamente quente e induzido por radiação), aquele deverá manter-se frio durante o primeiro microsegundo, ou seja, deverá encontrar-se revestido por um escudo de radiação e calor maciço. Esta macicez permite que o escudo funcione também como calçadeira, adicionando momento e duração à implosão. Nenhum material é mais adequado para ambas as tarefas do que o vulgar e barato urânio-238, que também, coincidentemente, sofre fissão quando é submetido a um fluxo de neutrões produzido por fusão D-T. Este invólucro, denominado impulsor (do inglês pusher), desempenha assim três funções: manter o secundário frio, mantê-lo inercialmente num estado de elevada compressão, e, finalmente, servir de fonte principal de energia a toda a bomba. O impulsor é consumível e torna a bomba mais próxima de uma bomba de fissão de urânio do que de uma bomba de fusão de hidrogénio.[22]
- Finalmente, o calor para a ignição da fusão não vem do primário mas sim de uma segunda bomba de fissão denominada vela de ignição, embutida no coração do secundário. A implosão do secundário provoca a compressão violenta desta vela de ignição, detonando-a e iniciando a fusão nuclear do material que a rodeia, mas a vela de ignição continua a fissionar-se no ambiente rico em neutrões, até ser totalmente consumida, aumentando significativamente a potência do engenho.[23]

O projecto de arma bifásica recebeu um impulso inicial com a promessa, em 1950, do presidente Truman construir uma superbomba de hidrogénio de 10 megatoneladas em resposta dos Estados Unidos ao teste, em 1949, da primeira bomba de fissão soviética. No entanto, o engenho que resultou deste projecto revelou-se a forma mais barata e compacta de construir tanto pequenas como grandes bombas nucleares, obliterando qualquer diferença significativa entre bombas-A e bombas-H, bem como entre "intensificadas" e "supers". Todas as melhores técnicas de explosões por fissão e fusão encontram-se incorporadas em regras de desenho que são abrangentes e completamente escaláveis. Mesmo projécteis nucleares de artilharia com 152 mm de diâmetro podem ser armas termonucleares bifásicas.
Nos 50 anos que se seguiram, ninguém foi capaz de inventar uma melhor forma de construir uma bomba nuclear. É o desenho escolhido pelos Estados Unidos, Rússia, Grã-Bretanha, França e China, as cinco potências termonucleares. As restantes nações que possuem armas nucleares, Israel, Índia, Paquistão e Coreia do Norte, provavelmente têm armas monofásicas, possivelmente intensificadas.

### Interfase
Numa arma termonuclear bifásica, há três tipos de energia que emanam do primário e atingem o secundário: os gases quentes em expansão, emitidos pelas cargas alto explosivas, que implodem o primário, mais a radiação electromagnética e os neutrões emitidos pela detonação nuclear do primário. Um elemento essencial denominado interfase (do inglês interstage) actua como modulador da transferência de energia entre o primário e o secundário, protegendo este último dos gases quentes e canalizando a radiação electromagnética e os neutrões para o ponto certo, no momento certo.
A informação bibliográfica acerca do funcionamento do interfase é extremamente reduzida. A primeira menção feita num documento do governo dos EUA formalmente emitido para o público aparece na forma de legenda, num gráfico a promover o Reliable Replacement Warhead Program (tradução do inglês: Programa de Substituição Segura de Ogivas). Se construído, este novo desenho substituiria "material tóxico, quebradiço" e "material dispendioso e 'especial'" no interfase. Esta afirmação sugere a possível existência, no interfase, de berílio para moderar o fluxo de neutrões proveniente do primário, e talvez algo que absorva e re-radie os raios X de uma maneira particular.
O interfase e o secundário estão juntos e encerrados numa membrade de aço inoxidável, formando o denominado CSA (canned subassemly, traduzido por submontagem enlatada), uma combinação que nunca foi representada em qualquer esquema aberto ao público. A ilustração mais detalhada de um interfase mostra uma arma termonuclear britânica com um conjunto de itens entre o seu primário e o seu secundário cilíndrico. Estão rotulados "tampa e lente de focagem neutrónica", "carreto da arma reflectora/de neutrões", e "acondicionador de reflector". A origem do desenho, colocado na internet pela Greenpeace, é incerta, não existindo qualquer explicação a acompanhá-lo.

## Desenhos específicos
Embora cada desenho de arma nuclear se enquadre em uma das categorias acima mencionadas, desenhos específicos têm-se tornado, ocasionalmente, motivo de notícia e discussão pública, frequentemente acompanhados de descrições incorrectas relativamente ao seu funcionamento e ao seu propósito. Seguem-se exemplos.

### Bombas de hidrogénio
Todas as modernas armas nucleares fazem algum uso da fusão D-T. Mesmo as armas de fissão pura incluem geradores de neutrões, os quais são tubos de vácuo de alta-tensão contendo vestígios de trítio e deutério.
No entanto, na percepção pública, bombas de hidrogénio, ou bombas-H, são dispositivos multi-megatonelada várias vezes mais potentes do que a bomba de Hiroshima Little Boy. Tais bombas de alta potência são, na verdade, termonucleares bifásicas, escaladas até à potência desejada, sendo a fissão de urânio, como é habitual, a principal fonte da sua energia.
A ideia da bomba de hidrogénio foi pela primeira vez alvo da atenção pública em 1949, quando proeminentes cientistas se opuseram abertamente contra o fabrico de bombas nucleares mais poderosas do que o modelo padrão de fissão pura, baseando-se tanto em princípios morais como práticos. A sua suposição era que considerações referentes à massa crítica limitariam o tamanho potencial das explosões de fissão, mas que uma explosão de fusão poderia ter dimensão apenas dependente da quantidade de combustível que a alimentava, não havendo limite de massa crítica. Em 1949, os soviéticos explodiram a sua primeira bomba de fissão, e em 1950 o presidente Truman pôs cobro ao debate da bomba-H ao ordenar aos desenhadores de Los Alamos que construíssem uma.
Em 1952, a explosão Ivy Mike, de 10,4 megatoneladas de potência, foi anunciada como sendo o primeiro teste de uma bomba de hidrogénio, reforçando a ideia de que as bombas de hidrogénio são mil vezes mais poderosas do que as bombas de fissão.
Em 1954, Robert Oppenheimer foi rotulado como um oponente à bomba de hidrogénio. O público não sabia que existiam dois tipos de bombas de hidrogénio (nenhum dos quais é fielmente descrito como uma bomba de hidrogénio). A 23 de Maio, quando a sua habilitação de segurança foi revogada, o terceiro dos quatro itens apresentados contra Oppenheimer dizia respeito à "sua conduta no programa da bomba de hidrogénio". Em 1949, Oppenheimer tinha apoiado as bombas de fissão monofásicas com intensificação por fusão, com vista à maximização do potencial explosivo dado o compromisso entre a produção de plutónio e trítio. Opôs-se às bombas termonucleares bifásicas até 1951, quando a implosão radioactiva, que ele apelidou de "tecnicamente doce", as tornou práticas pela primeira vez. Não mais levantou objecções. A complexidade da sua posição não foi revelada ao público até 1976, nove anos após o seu falecimento.
Quando, na década de 1960, os mísseis balísticos substituiram os bombardeiros, várias bombas de megatoneladas foram substituídas por ogivas de míssil (também termonucleares bifásicas), reduzidas para uma megatonelada ou menos.

### Despertador/Sloika
A primeira tentativa para tirar partido da relação simbiótica entre fissão e fusão teve lugar num desenho da década de 1940 que combinava combustível de fissão e de fusão em finas camadas alternadas. Enquanto engenho monofásico, esta seria uma aplicação pesada e problemática da fissão intensificada. Tornou-se pela primeira vez prática quando foi incorporada no secundário de uma arma termonuclear bifásica.
O nome norte-americano, Despertador (do inglês Alarm Clock), era um nome de código absurdo. O nome soviético para o mesmo desenho era mais descritivo: Sloika, um pastel em camadas. Um Sloika soviético monofásico foi testado em 12 de Agosto de 1953. Nenhuma versão monofásica norte-americana foi testada, mas a explosão Union da Operação Castle, em 26 de Abril de 1954, foi termonuclear bifásica de nome de código Alarm Clock (em português Despertador). A sua potência, em Bikini, foi de 6,9 megatoneladas.
Devido ao teste do Sloika soviético ter usado deutereto de lítio seco oito meses antes do primeiro teste norte-americano no qual esta substância foi usada (Castle Bravo, em 1 de Março de 1954), foi algumas vezes referido que a União Soviética tinha ganho a corrida à bomba-H. O teste norte-americano Ivy Mike (1952) usou deutério líquido arrefecido criogenicamente como combustível da fusão no secundário, e empregou a reacção de fusão D-D. No entanto, o primeiro teste soviético a usar um secundário implodido radioactivamente, a característica essencial de uma verdadeira bomba-H, foi em 23 de Novembro de 1955, três anos após Ivy Mike.

### Bombas limpas

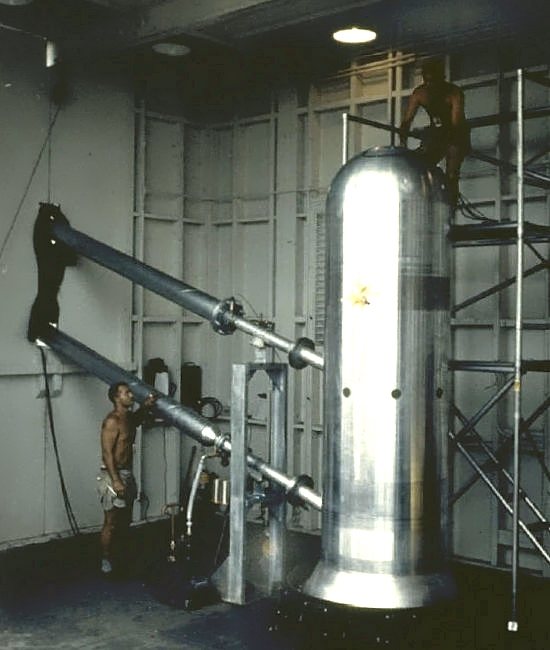
Bassoon, o protótipo de uma bomba limpa de 3,5 megatoneladas ou de uma bomba suja de 25 megatoneladas. A versão suja é mostrada aqui, antes do seu teste de 1956.

A 1 de Março de 1954, a até então maior explosão de teste nuclear norte-americana, a explosão Bravo (15 Mt) da Operação Castle (Bikini), libertou imediatamente uma dose letal de cinza nuclear resultante dos produtos de fissão, afectando uma área de mais de 15500 km2 da superfície do Oceano Pacífico. As lesões radioactivas em habitantes das Ilhas Marshall e em pescadores japoneses tornaram o evento público e revelaram o papel da fissão nas bombas de hidrogénio.
Em resposta ao alarme público acerca da cinza nuclear, foi levado a cabo um esforço de desenhar uma arma limpa de várias megatoneladas, baseada quase inteiramente na fusão. Como a energia produzida por fissão é essencialmente livre, ao usar a calçadeira como fonte de energia extraordinária faria com que a bomba fosse bastante maior para a mesma potência. Foi uma ocasião única em que uma terceira fase, denominada terciário, foi adicionada, usando o secundário como seu primário. O engenho recebeu o nome de Bassoon, tendo sido testado na explosão Zuni da Operação Redwing, em Bikini, em 28 de Maio de 1956. Com todo o urânio no Bassoon substituído por chumbo, a sua potência era de 3,5 Mt, sendo 85% proveniente de fusão e 15% de fissão.
A 19 de Julho, o presidente da AEC, Lewis Strauss, afirmou que o teste da bomba limpa "teve resultados importantes ... por uma perspectiva humanitária." No entanto, dois dias mais tarde, a versão suja da bomba Bassoon, com os seus componentes de urânio restaurados, foi testada na explosão Tewa da Operação Redwing. A sua potência de 5 Mt, a 87% de fissão, foi deliberadamente suprimida para manter a cinza nuclear numa área mais reduzida. Esta versão suja foi mais tarde implementada na bomba trifásica de 25 Mt Mark-41, que foi efectivamente transportada por bombardeiros da Força Aérea dos EUA mas nunca testada à sua potência máxima.
Assim, bombas limpas de alta potência foram um exercício de relações públicas. As armas realmente implementadas foram as versões sujas, as quais maximizavam a potência para cada um dos tamanhos dos diferentes engenhos.

### Bombas de cobalto
Uma bomba apocalíptica fictícia, tornada famosa por Neville Shute na sua obra On the Beach (1957) e, subsequentemente, pelo filme homónimo (1959), a bomba de cobalto foi uma bomba de hidrogénio com um revestimento de cobalto. O cobalto activado neutronicamente supostamente maximizaria os danos ambientais provocados pela cinza nuclear. Esta bomba foi popularizada como o 'Engenho Apocalíptico' (do inglês Doomsday Device) no filme Dr. Strangelove or: How I Learned to Stop Worrying and Love the Bomb (1964). Nele, a bomba cobre o planeta com uma mortalha durante 93 anos, provocando a extinção da espécie humana. O elemento adicionado à bomba é referido no filme como sendo 'cobalto-tório G'.
Este tipo de armas "temperadas" foram solicitadas pela Força Aérea norte-americana e objecto de investigação séria, tendo sido possivelmente construídas e testadas, mas nunca implementadas. Na edição de 1964 do livro Os Efeitos das Armas Nucleares (The Effects of Nuclear Weapons, no original), editado pelo DOD/AEC, uma nova secção intitulada Guerra Radiológica (Radiological Warfare, no original) clarificou esta questão. Os produtos da fissão nuclear são tão mortais como o cobalto activado neutronicamente. A típica arma termonuclear de elevado teor de fissão é, por natureza, uma arma de guerra radiológica, tão suja como uma bomba de cobalto.
Inicialmente, a radiação gama emitida pelos produtos de fissão de uma bomba de fissão-fusão-fissão de tamanho equivalente é muito mais intensa do que o Co-60: 15.000 vezes mais intensa ao fim de 1 hora; 35 vezes mais intensa ao fim de 1 semana; 5 vezes mais intensa ao fim de 1 mês; e aproximadamente com a mesma intensidade decorridos 6 meses. Subsequentemente, a taxa de fissão diminui rapidamente, pelo que a cinza nuclear de Co-60 é 8 vezes mais intensa do que a fissão decorrido 1 ano, e 150 vezes mais intensa ao fim de 5 anos. Os isótopos resultantes da fissão, sendo de elevada longevidade, apenas voltariam a "ultrapassar" o 60Co cerca de 75 anos mais tarde.

### Armas de fissão-fusão-fissão contra armas trifásicas
Em 1954 para explicar a surpreendente quantidade de produtos da fissão produzidos por armas termonucleares, Ralph Lapp cunhou o termo fissão-fusão-fissão para descrever o processo dentro do que ele chamou de uma arma termonuclear de três-estágios. A sua explicação do processo estava correta, mas a escolha do termo causou confusão na literatura aberta. Os estágios de uma arma não são fissão, fusão e fissão. Eles são o primário, o secundário, e, em algumas poucas armas excepcionais e poderosas armas que não ficaram muito em serviço, o terciário. Desenhos terciários (com três estágios), assim como a B41 e a bomba soviética Tsar Bomba (a mais poderosa arma nuclear já projetada, construída e testada), foram desenvolvidas no final da década de 1950 e no início da década de 1960; todas elas foram retiradas, já que os rendimentos típicos da faixa multi-megaton dessas armas não destroem os alvos de forma eficiente, desde que eles desperdiçam grandes quantidades de energia em um único alvo. Para essa razão, todas as armas terciárias foram dando lugar a no arsenal nuclear moderno a pequenas e numerosas armas de dois estágios (veja por exemplo, MIRV). Assim as armas bifásicas conseguem destruir o alvo com centenas de quilotons, além disso, com o combustível usada para uma única arma multi-megaton, pode-se criar várias armas de centenas de quilotons que devastariam mais alvos e cobririam uma área maior, sendo portanto mais eficientes que as armas multi-megaton.[carece de fontes?]
Todas as chamadas armas de "fissão-fusão-fissão" (todas as modernas ogivas termonucleares) implantam uma camada de "jaqueta fissionável", usando os nêutrons da fusão. Elas funcionam da seguinte maneira:os nêutrons de alta energia ou nêutrons rápidos gerados pela fusão são usados para fissionar uma jaqueta fissionável localizada ao redor do estágio de fusão (o secundário). No passado o jaqueta era feita de urânio natural ou urânio empobrecido; mas as armas modernas para ganhar u  maior rendimento com um peso menor, utilizam urânio moderadamente enriquecido. A jaqueta fissionável em volta do secundário em armas de fissão-fusão-fissão é as vezes chamada de "terceiro estágio", mas não deve ser confundido com as verdadeiras e obsoletas armas termonucleares de três estágios, onde existem outro estágio terciário completamente separado.
Na era dos testes atômicos aéreos, a jaqueta de fissão é as vezes omitida, para criar uma chamada "arma limpa" e não contaminar muito a ambiente, ou ao menos para reduzir a quantidade de precipitação radioativa de produtos da fissão em detonações de centenas de quilotons ou da faixa multi megaton. Armas verdadeiras de três estágios verdadeiras como a Tsar Bomba e o teste Zuni da Operação Redwing omitiram essa jaqueta de forma a diminuir a precipitação. O próprio rendimento inicial da Tsar Bomba de 100 megatons, foi cortado para 50-57 megatons retirando a jaqueta fissionável de urânio e substituindo por tungstênio. Foi admitido que armas que não utilizam a jaqueta podem adicionar uma jaqueta de urânio natural para aumentar seu poder-rendimento em duas ou três vezes se assim quisessem.
A jaqueta fissionável também não é utilizada em armas de radiação avançada, ou seja, uma bomba de nêutrons.

### Bomba de nêutrons
Uma bomba de nêutrons, tecnicamente refere-se a uma bomba de radiação avançada, "enhanced radiation weapon (ERW)", é um tipo de arma nuclear tática designada para lançar uma grande porção de sua energia em radiação de nêutrons energéticos. Isso contrasta com as armas termonucleares padrões, que são designadas para capturar essa intensa radiação de nêutrons para aumentar o seu rendimento explosivo. Em termos de potência, uma arma de radiação avançada produz um rendimento menor em comparação a uma arma de fissão padrão (já que os nêutrons escapam ao invés de criaram fissões nucleares). Mesmo com seu significante menor poder explosivo, essas bombas são capazes de criar uma devastação muito maior que qualquer arma convencional. Enquanto que reativas as outras armas nucleares, o dano é mais focado no material biológico que na infraestrutura material (ainda assim uma grande detonação e efeitos caloríficos não são eliminados).
Oficialmente conhecidas como armas de radiação avançada, ERWs são mais precisamente descritas como armas de rendimento suprimido. Quando o poder de uma arma nuclear é menor que um quiloton, seu raio letal da explosão é de 700 metros ( 2 300 pés), é menor do que o de uma arma de nêutrons. Contudo, a detonação é mais que o suficiente para destruir a maioria das estruturas, que são menos resistentes aos efeitos da explosão que até mesmo um ser humano desprotegido. A pressões da detonação superiores a 20 PSI, é possível sobreviver, enquanto que a maioria das estruturas colapsam a uma pressão de apenas 5 PSI.[carece de fontes?]
Comunalmente conceituada como uma arma designada a matar populações e deixar as infraestruturas intactas, essas bombas (como mencionado acima) são ainda capazes de  destruir estruturas em um largo raio. A intenção de seus desenhos foi matar  tripulações de tanques, já que tanques dão uma excelente proteção contra a detonação e calor, sobrevivendo a uma detonação (relativamente) perto. E com os vastos batalhões de tanques soviéticos durante a Guerra Fria, essa arma foi perfeita para conte-los. A radiação de nêutrons pode instantaneamente incapacitar uma tripulação de tanques a mesma distância que uma detonação e calor pode incapacitar um ser humano desprotegido (dependendo do desenho). O chassi do tanque poderia também ser contaminado (temporariamente) impedindo o seu reuso por outra tripulação.
Armas de nêutrons também foram intentadas para uso em outras aplicações, contudo, por exemplo, elas são uma efetiva defesa antinuclear; o fluxo de nêutrons pode ser capaz de neutralizar uma ogiva a uma grande distância, maior que o calor ou detonação. Armas nucleares são resistentes ao dano físico, mas são dificilmente feitas para resistiram a fluxos de nêutrons.[carece de fontes?]
|                      | Padrão | Radiação avançada |
| -------------------- | ------ | ----------------- |
| Detonação            | 50%    | 40%               |
| Energia térmica      | 35%    | 25%               |
| Radiação instantânea | 5%     | 30%               |
| Radiação residual    | 10%    | 5%                |

Armas de radiação avançada também eram criadas quando a jaqueta fissionável era removida em armas termonucleares de dois estágios para minimizar o poder. A fusão provê os nêutrons. Desenvolvidas na década de 1950, elas foram primariamente implantadas na década de 1970, pelas forças estado unidenses na Europa. As últimas destas armas foram retiradas na década de 1990.
Uma bomba de nêutron só é possível se o rendimento é suficientemente alto para que o estágio secundário entrasse em ignição, e se o rendimento é suficiente para a espessura, ela não vai absorver tantos nêutrons. Isso significa que bombas de nêutrons tem uma faixa de rendimento entre 1-10 quilotons, com a proporção da fissão variando entre 50% a 1 quiloton para 25% a 10 quilotons (todo esse rendimento vindo do estágio primário). A taxa de nêutrons por quiloton é cerca de 10 a 15 vezes maior que uma arma de implosão pura ou para uma ogiva nuclear estratégica como a W87 ou a W88.

### Ogiva termonuclear oralloy

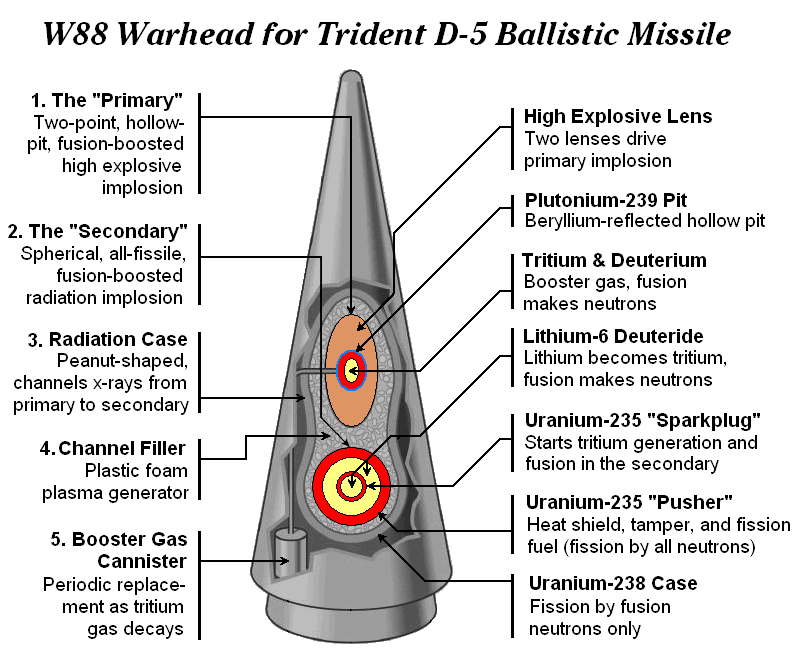
Desenho da W-88

Em 1999, o desenho de armas nucleares voltou a ser notícia, pela primeira vez em décadas. Em janeiro, representantes da câmara dos E.U.A lançaram o relatório Cox (Christopher Cox R-CA) que alegou que a China adquiriu algumas informações classificadas sobre a ogiva W88 dos E.U.A. Nove meses depois, Wen Ho Lee, um imigrante taiwanês trabalhando no Laboratório Nacional de Los Alamos, foi publicamente acusado de espionagem, preso, ele serviu por nove meses na prisão preventiva, antes do caso, ele foi demitido. Não está claro se houve de fato espionagem. Roger Faligot, em "O Serviço Secreto Chinês" (Larousse do Brasil, 2010, pag. 333) informa que "o professor Lee acabou sendo libertado, com as desculpas do tribunal, em setembro de 2000".
Em curso de oito meses de cobertura nas notícias, a W88 foi descrita com um detalhe inusual. O 'The New York Times publicou uma imagem com o diagrama esquemático na sua primeira página. O mais detalhado esquema apareceu no livro de 2001 A Convenient Spy (um espião conveniente) sobre o caso de Wen Ho Lee escrito por Dan Stober e Ian Hoffman, adaptado e mostrado aqui com permissão.
Desenhada para uso no SLBM Trident II (D-5), a W88 entrou em serviço em 1990 e foi a última ogiva que entrou no arsenal dos E.U.A. Ela foi descrita como a mais avançada ogiva dos E.U.A, ainda que a literatura aberta não cite os principais detalhes do desenho que não estavam disponíveis a projetistas de armas nucleares em 1958.
O diagrama acima mostra todas as características padrões de uma ogiva termonuclear de míssil balístico desde a década de 1960, com duas exceções que dá um grande rendimento para o seu tamanho:
- A camada externa do secundário, chamada de "pusher" (impulsor) serve para três funções: escudo contra o calor, impulsionar e ser combustível para a fissão nuclear. Ela é feita de U-235 ao invés de U-238, por isso o nome Oralloy. Sendo físsil, mais do que apenas meramente fissionável, dão ao impulsor uma fissão mais rápida e completa, aumentando o rendimento. Essa característica só está disponível em países com grande quantidade de urânio físsil. Os EUA são estimados para terem 500 toneladas de urânio enriquecido.[carece de fontes?]
- O secundário é localizado no fim do cone de reentrada, que é mais largo, portanto o secundário pode ser maior e render mais. O usual arranjo coloca o mais pesado e denso secundário no nariz do cone para uma maior estabilidade aerodinâmica durante a reentrada atmosférica, e para dar mais espaço para o volumoso primário (a exemplo do que ocorre na W87). Por causa da sua geometria, o primário da W88 usa compactos altos explosivos convencionais (conventional high explosives (CHE)) para aproveitar o espaço.[34]

Diferente do usuais, seguros e mais volumosos explosivos insensíveis (insensitive high explosives (IHE)). O cone de reentrada provavelmente tem lastro no nariz para a estabilidade aerodinâmica.
As camadas alternativas de material de fissão e fusão no secundário são aplicados ao principio de Despertador/Sloika.

### Ogiva de substituição confiável
Os E.U.A não têm produzido nenhuma ogiva nuclear desde 1989, quando a Unida de Rocky Flats para a produção de núcleos, perto de Boulder, Colorado, foi fechada por razões ambientais. Com o fim da Guerra Fria dois anos depois, a linha produção foi desativada exceto para funções de inspeção e manutenção.
A Administração de Segurança Nuclear Nacional, a mais recente sucessora das armas nucleares para a Comissão de Energia Atômica dos E.U.A e o Departamento de Energia dos Estados Unidos, tem proposto a criação de uma nova estrutura para a produção de núcleos e começar a produção de uma nova linha de ogivas chamadas de Ogiva de substituição confiável (Reliable Replacement Warhead (RRW)). Duas características de segurança anunciadas da RRW podem ser o retorno dos altos explosivos insensíveis que são menos suscetíveis a detonação acidental e a eliminação de certos materiais perigosos como o berílio que são perigosos as pessoas e ao meio ambiente. Por causa da moratória dos EUA sobre o teste de explosivos nucleares, qualquer novo desenho iria confiar na utilização de conceitos testados anteriormente.[carece de fontes?]

## Laboratórios que projetam armas nucleares
Todas as inovações em armas nucleares ocorrerem devido a intensa pesquisa científica em laboratórios especializados. Todos os países com armas nucleares tem institutos ou laboratórios que projetam suas armas nucleares. Os quatro laboratórios a seguir são os mais conhecidos e com mais informações liberadas ao publico, três pertencem aos E.U.A e um a Rússia.

### Berkeley
A primeira exploração sistemática de conceitos de projetos de armas nucleares  ocorreu na metade de 1942 na Universidade de Berkeley na Califórnia. As primeira descobertas importantes ocorreram no adjacente Laboratório de Lawrence Berkeley, assim como a isolação do plutônio produzido num cicloton em 1940. Um professor de Berkeley, J. Robert Oppenheimer, foi contratado para tocar o projeto secreto de armas nucleares dos EUA. Seu primeiro ato foi uma conferência no verão (do hemisfério norte) de 1942.
Pouco tempo depois ele moveu a operação para a nova cidade secreta de Los Alamos, no Novo México, na primavera de 1943, todo o conhecimento sobre o projeto de armas nucleares consistiam de cinco leituras do professor de Berkeley Robert Serber, transcritos e distribuídos como o Los Alamos Primer. O Primer falava sobre a energia da fissão, produção de nêutrons e captura neutrônica, reação nuclear em cadeia, massa crítica, impulsionadores, pré-detonação, e três métodos de montar uma bomba nuclear:projeto balístico, implosão e métodos autocatalíticos que se mostrou impraticável.

### Los Alamos
Em Los Alamos , verificou-se que em abril de 1944 por Emilio G. Segrè que a proposta Thin Man, arma nuclear do tipo balístico de plutônio por causa do alto risco de pré-detonação devido a contaminação de Pu-240. Então o Fat Man recebeu a prioridade como a única forma de criar uma arma de plutônio. As discussões de Berkeley gerou estimativas teóricas de massa crítica, mas nada preciso. O principal trabalho em Los Alamos foi a determinação experimental da massa crítica, que que precisava esperar até que quantidades suficientes de material físsil chegasse das fábricas de urânio em Oak Ridge, Tennessee e plutônio de Hanford em Washington.
Em 1945, usando os resultados dos experimentos de massa crítica, técnicos de Los Alamos fabricaram e montaram componentes para quatro bombas: Trinity, Little Boy, Fat Man e uma cópia não usada do Fat Man. Depois da guerra, aqueles puderam, incluindo Oppenheimer, retornaram as universidades para lecionar. Aqueles que permaneceram trabalharam em núcleos levitados e ocos e conduziram testes nucleares para verificar os efeitos dessas armas nucleares assim como ocorreu na nos testes Able e Baker na Operação Crossroads no Atol Bikini em 1946.
Todas as ideias essenciais para incorporar o uso da fusão nuclear nos EUA originaram-se em Los Alamos entre 1946 e 1952. Depois da implosão por radiação ser teorizada pelos cientistas Teller e Ulam em 1951, as implicações técnicas e possibilidades foram totalmente exploradas, mas não ideias diretamente relevantes para fazer as maiores bombas possíveis para bombardeiros de longo alcance foram arquivadas.
Por causa da posição inicial de Oppenheimer sobre o debate da bomba-H, em oposição a armas termonucleares, e a suposição de que ele ainda tinha influência sobre Los Alamos apesar da sua partida, aliados políticos de Edward Teller decidiram que eles precisavam de seu próprio laboratório para criar armas termonucleares. Nesse tempo, foi aberto em 1952, o Laboratório Nacional de Lawrence Livermore, na Califórnia, Los Alamos criou as armas termonucleares antes de Livermore, sendo que Livermore deveria fazer esse trabalho.

### Livermore
Com a sua missão inicial já completa (projetar armas termonucleares), Livermore tentou projetos radicais que falharam. Seus primeiros três testes nucleares foram falhas: em 1953, duas armas de hidreto de urânio e em 1954 uma arma bifásica teve seu secundário prematuramente aquecido pela radiação que a implosão não trabalhou de forma correta.
Mudando de assunto, o Livermore resolveu pegar ideias arquivadas de Los Alamos para o exército e a marinha. Isso levou Livermore a se especializar em armas táticas de pequeno diâmetro, particularmente algumas usando usando um sistema de implosão linear de dois pontos como por exemplo o Swan. Armas táticas de pequeno diâmetro se tornaram primários para secundários de pequenos diâmetros. Por volta de 1960, quando a corrida armamentista entre as superpotências tornou-se uma corrida de mísseis balísticos, as ogivas nucleares de Livermore foram mais úteis que as grandes e pesadas ogivas nucleares do Laboratório Nacional de Los Alamos. As ogivas de Los Alamos foram utilizadas no primeiro  míssil balístico de alcance intermediário, IRBMs, mas as ogivas pequeninas de Livermore foram utilizadas no primeiro míssil balístico intercontinental, ICBM, dos EUA e no míssil balístico lançado por submarino, SLBM, dos EUA. Como também foram utilizadas nos primeiros MIRVs de ambos os mísseis.
Em 1957 e 1958,  ambos os laboratórios construíram e testaram quase todos as configurações e conceitos possíveis, em antecipação a previsão de que o tratado de proibição de testes nucleares de 1958 fosse permanente. Mas os testes recomeçaram em 1961 em resposta aos testes multimegatons soviéticos, incluindo a Tsar Bomba. Neste tempo os dois laboratórios pareciam duplicatas criando projetos muito semelhantes e passaram a cooperar de forma a atingir maiores resultados a um menor custo. Muitos projetos foram trocados. Por exemplo, a ogive W38 para o míssil Titan I começou no Livermore, continuou em Los Alamos quando se tornou a ogiva do míssil SM-65 Atlas e em 1959 foi dado novamente ao Livermore, que trocou com Los Alamos o projeto da W54, esta que passou então de Livermore para Los Alamos.
O período de real inovação estava acabando até então, de qualquer forma. Quando depois da década de 1960 cada míssil novo requeria uma nova ogiva por razões de marketing. E uma nova forma de aumentar o rendimento foi descoberta envolvendo o primário e o secundário com uma jaqueta de urânio, pobre ou enriquecido, o urânio enriquecido provinha geralmente do desmantelamento das ogivas multimegatons antigas de alto rendimento.

## Teste explosivo
Armas nucleares são em geral desenhados e projetadas por tentativa e erro. A tentativa envolve a detonação de um protótipo.
Em uma explosão nuclear, um grande número de eventos discretos, com várias possibilidades, agregam-se em um evento caótico de curta duração no interior do dispositivo, Complexos modelos matemáticos são requeridos para o processo de aproximação, e na década de 1950 não havia computadores potentes o suficiente para realizar estas tarefas. Mesmo hoje, a simulação em supercomputadores não é adequada e para uma grande confiabilidade é necessário um testes nuclear.
Foi fácil o suficiente projetar armas lançáveis para o estoque. Se o protótipo funcionasse, ela poderia ser militarizado e produzido em massa.
O que foi muito difícil era entender como isso funcionava e porque eles falhavam. Projetistas reuniam todos os dados possíveis durante as detonações, antes da arma detonar, e usaram os dados para calibrar seus modelos, apenas pela inserção de fatores de correção nas equações para fazer simulações alcançarem os resultados. Eles também analisavam a precipitação radiativa para ver o quão bem o combustível foi consumido e quanto de seu potencial ele atingiu.

### Tubos de luz
Uma importante ferramenta para a análise de testes foi o diagnóstico de tubo de luz. Uma sonda dentro do dispositivo em teste poderia transmitir informação aquecendo uma placa de metal pela incandescência, um evento que poderia ser gravado por um tubo de luz.
A foto abaixo mostra o dispositivo camarão, detonado em 1 de março de 1954, em Bikini, como o teste Castle Bravo. Sua explosão de 15 megatons foi a maior já conduzida pelos Estados Unidos. A silhueta de um homem é mostrada por comparação. O dispositivo é alimentado por baixo, nas extremidades. Os tubos que aparecem encima do dispositivo que parecem alimentadores são na verdade tubos de luz. Os oito tubos na direita (1) envia informações da detonação do primário. Dois no meio (2) marcaram o tempo em que os raios x do primário atingiram o canal de radiação do secundário. Os dois últimos tubos (3) notaram o tempo em que a radiação atingiu o fim do canal de radiação, a diferença (2) e (3) sendo o tempo de transição da radiação pelo canal.
Do shot cab, os tubos tornam-se horizontais e viajam 2,3 km por uma via construída no atol de Bikini par um coletor de dados protegido por um bunker na Ilha Namu.
Enquanto os raios-x normalmente viajam na velocidade da luz por um material de baixa densidade como a espuma de plástico entre (2) e (3), a intensidade da radiação do primário detonando criou uma radiação relativamente opaca que agiu como um impasse lento para retardar a passagem de radiação. Enquanto o secundário está sendo comprimido via radiação induzida pela ablação, nêutrons do primário junto com os raios x penetram o secundário abaixo e criam trítio com a terceira reação listada na primeira seção acima. A reação de Li-6 + n é exotérmica produzindo 5 MeV por evento. A vela de ignição ainda não está comprimida e por isso não está crítica, então não haverá fissão ou fusão suficiente. Mas se nêutrons suficientes chegam antes da implosão do secundário estar completa, a crucial diferença de temperatura será degradada. Essa foi a causa reportada da falha do primeiro projeto termonuclear de Livermore, o dispositivo Morgenstern, testado como Castle Koon, em 7 de abril de 1954.
Esses problemas relacionados ao tempo são medidos pelos tubos de luz. As simulações matemáticas que eles calibram são chamadas códigos hidrodinâmicos de fluxo de radiação, ou códigos de canal. Eles são usados para prever o efeito de modificações em projeto futuros.
Não é claro para o público o quão bem sucedidos foram os tubos de luz do camarão. O bunker estava longe o suficiente para ficar fora da cratera de uma milha, mas a detonação de 15 megatons, 2,5 vezes o esperado, violou o bunker lançando a sua port de 20 toneladas dentro do bunker.(as pessoas mais próximas da detonação estavam a 32 km de distância em um bunker que sobreviveu intacto).

### Análise de precipitação nuclear
O mais interessante dado sobre o Castle Bravo veio de uma análise radio-química de cinzas nucleares na precipitação. Por causa da escassez do enriquecimento do lítio 6, 60% do lítio no secundário do camarão era lítio-7, que não se transforma em trítio com a facilidade que o lítio 6. Mas ele não faz como o lítio 6, em que é necessário um nêutron para que se crie dois, o lítio 7 havia uma proporção desconhecida, que provou se alta.
Como notado acima, a precipitação nuclear do Castle Bravo, contou para o Mundo exterior, pela primeira vez, que bombas termonucleares eram mais dispositivos de fissão que dispositivo s de fusão nuclear. Um barco de pesca japonês, navegou de volta para casa com radiação suficiente no convés para que cientistas do Japão e do Mundo todo determinassem e anunciassem que a maioria da precipitação nuclear veio da fissão rápida do Urânio-238 por nêutron energéticos de 14 MeV.

### Teste subterrâneo

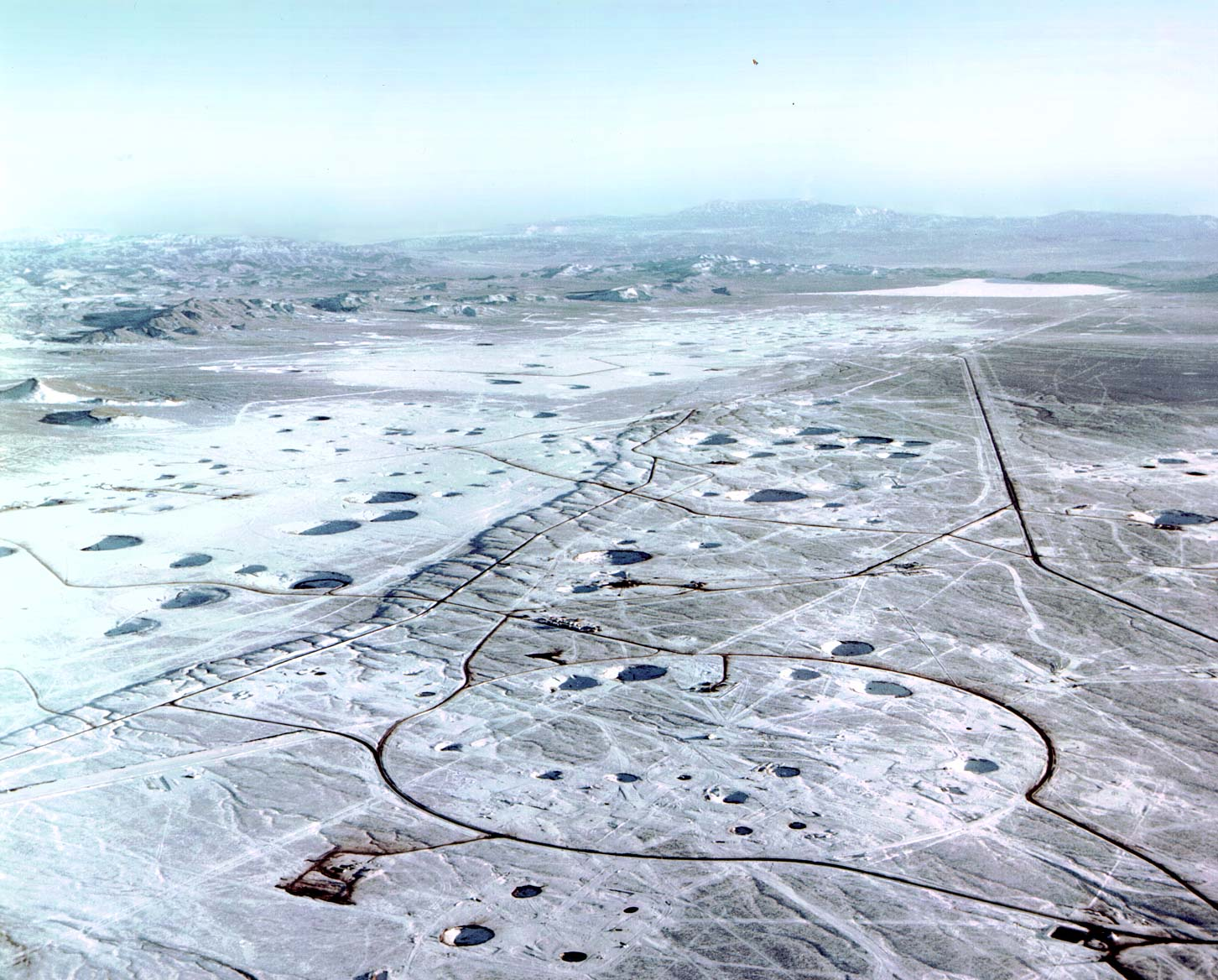
Crateras subterrâneas em Yucca Flat, Nevada Test Site.

O alarme global sobre a precipitação nuclear, que começou com o evento Castle Bravo, eventualmente fez com os testes nucleares tivessem de ocorrer literalmente nos subterrâneos. O último teste nuclear dos E.U.A sobre o solo foi na Ilha Johnston em 4 de novembro de 1962. Durante as próximas três décadas, até 23 de setembro de 1992, os EUA conduziram uma média de 2,4 detonações explosões nucleares por mês,  mas alguns no Nevada Test Site (NTS) no noroeste de Las Vegas.
A Yucca Flat, seção do NTS, é coberto por subsidentes crateras resultadas do colapso de terra sobre as cavernas radiativas criadas por detonações nucleares (veja a foto).
Depois de 1974, o Tratado de Proibição de Testes de Threshold (TTBT), que limitou os testes subterrâneos a 150 quilotons ou menos, ogivas como a W88 com quase meio megaton de poder tiverem de ser testadas sem o seu potencial máximo para respeitar o tratado. Desde que o primário seja detonado em potencial máximo para recolher dados sobre a implosão do secundário, a redução do rendimento poderia vir do secundário. Substituindo o combustível para fissão lítio-6 e deutério com hidreto de lítio-7, e portanto o rendimento total. O funcionamento do dispositivo ode ser avaliado usando tubos de luz, outros dispositivos sensíveis, e análise do resto da arma. O rendimento total da arma que será produzida em massa pode ser calculada pela extrapolação.

## Unidades de produção
Quando as armas bifásicas se tornaram padrão no começo da década de 1950, os projetos de armas determinaram o layout de novas e dispersas unidades de produção pelos EUA.
Porque os primários tendem a serem volumosos, especialmente em diâmetro, plutônio é o material físsil escolhido para fossos, com refletores de berílio. Ele tem uma massa crítica menor que a do urânio. A unidade de Rock Flats próximo de Boulder, Colorado, foi construída em 1952 para a produção e consequentemente se tornou a fábrica de plutônio e berílio.
A usina Y-12 em Oak Ridge, Tennessee, onde espetrômetros de massa chamados de calutrons enriqueceram o urânio para o Projeto Manhattan, foi redesignado para a criação de secundários. O físsil U-235 cria as melhores velas de ignição porque sua massa crítica é grande, especialmente em formato cilíndrico para secundários das primeiras armas nucleares bifásicas. Os primeiros experimentos usaram os dois materiais físseis em combinação, como um composto de U-Pu para fossos e velas de ignição, mas para a produção em massa, foi mais fácil especializar as fábricas: fossos de plutônio nos primários e urânio enriquecido nas velas de ignição e impulsionadores nos secundários.
Y-12 fez a liga de lítio-6 e deutério como combustível da fusão nuclear e partes de U-238, os outros dois compostos do secundário.
A usina de Savannah River em Aiken, Carolina do Sul, também construída em 1952, operou reatores nucleares que convertiam U-238 em Pu-239 para fossos, e converteu lítio-6 (produzido em Y-12) em trítio para o gás impulsionador. Desde que seus reatores são moderados com água pesada, óxido de deutério, ela também fez deutério para o gás impulsionador e para a Y-12 criar lítio-6 e deutério (a liga).

## Projeto de segurança de ogivas nucleares
Porque mesmo as ogivas nucleares de baixo rendimento têm um poder de destruição surpreendente, projetistas de armas sempre reconheceram a necessidade de incorporar mecanismos e associar procedimentos intentados para prevenir detonações acidentais.
Armas balísticas

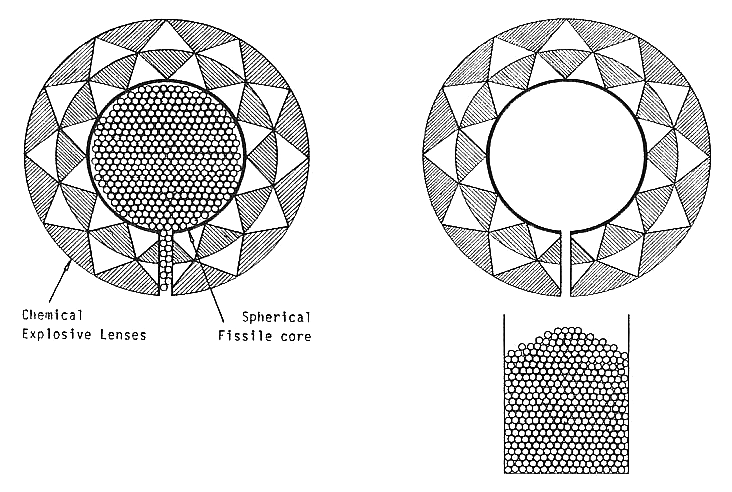
Um diagrama da ogivaGreen Grass que usava bolas de aço que poderiam ser inseridas e retiradas do núcleo

É um perigo inerente ter uma arma contendo uma quantidade e formato de material físsil que pode facilmente formar massa crítica por um acidente relativamente simples. Por causa deste perigo, o propelente em Little Boy (quatro sacos de cordite) foi inserido na bomba em voo, logo após a decolagem em 6 de agosto de 1945. Essa foi a primeira vez que uma arma nuclear do tipo balístico foi completamente montada.
Se a arma cair na água, o efeito da moderação de nêutrons da água leve também pode causar um acidente de criticidade, mesmo sem a bomba estar fisicamente danificada. Similarmente, um incêndio de um avião caído pode facilmente ignizar o propelente, com resultados catastróficos. Armas balísticas têm sido sempre inerentemente inseguras.
Inserção de fosso em voo
Nenhum desses efeitos mostrados anteriormente podem ocorrer com armas implosivas pois normalmente, elas têm quantidade de material físsil insuficiente para formar massa crítica sem a detonação correta das lentes implosivas. Contudo, a primeiras armas de implosão tiveram fossos tão perto da criticidade que a detonação acidental com um alto rendimento era um perigo constante.
Em 9 de agosto de 1945, Fat Man foi carregado em seu avião totalmente carregado,mas depois, quando fossos levitados criaram um espaço entre o fosso e o adulterador, foi possível criar a inserção em voo. O bombardeiro poderia decolar sem material físsil na bomba. Algumas armas nucleares antigas dos EUA como a Mark 4 e a Mark 6, usaram esse sistema de segurança.
Inserção em voo não vai funcionar com um fosso oco em contato com o seu adulterador.
Método da bola de aço
Como mostrado no diagrama acima, um método usado para diminuir a probabilidade de detonação nuclear, era a inserção de esferas de aço entre o núcleo e o espaço oco, dessa forma no caso de uma detonação acidental do sistema de implosão, ele não formaria uma onda de choque perfeitamente simétrica como é requerido e provavelmente não haveria uma grande detonação nuclear, esse método foi muito utilizado em armas nucleares britânicas como a Yellow Sun e Violet Club.
Método de ``cadeia´´ segura
Alternativamente, o fosso pode ser assegurado havendo no seu núcleo oco, uma camada de material inerte, como uma fina cadeia de metal, possivelmente feita de cádmio para absorver nêutrons. Enquanto a cadeia não é removida o núcleo não pode ocorrer uma reação em cadeia de forma apropriada. Quando a arma está sendo armada, a cadeia é removida. Similarmente, ainda sim com um incêndio, o sistema de implosão pode detonar lançando plutônio para o local assim como ocorreu em vários acidentes com armas nucleares, mas sem a ocorrência de reações nucleares.
Segurança de um ponto
Enquanto a detonação de um único detonador entre muitos nas bombas normais (Fat Man tinha 32) não fario o núcleo se tornar crítico, especialmente uma pequena massa de plutônio que requer impulsionadores, a introdução da implosão de dois pontos fez da detonação acidental por um único ponto uma realidade.
Em um sistema de dois pontos, se um detonador dispara, um hemisfério inteiro do núcleo implode como designado. A carga de alto explosivo ao redor do outro hemisfério vai explodir progressivamente, do equador até o polo oposto. Idealmente, isso vai demorar para comprimir o segundo hemisfério e vai criar um formato de altere sendo possível que nem entre em uma fase crítica.
Infelizmente é impossível dizer como certeza como esse sistema se comportará utilizando modelos matemáticos, pranchetas e simulações. Testes com núcleos inerte de Urânio-238, para simular a densidade do material físsil, e câmeras de raios-x de alta velocidade foram feitos. Para uma determinação final, testes com materiais físseis verdadeiros devem ser feitos. Consequentemente, começando em 1957, um ano depois da detonação do Swan, ambos os laboratórios estado unidenses começaram testes com matriais físseis reais sobre a segurança da detonação em ponto único num sistema de dois pontos.
Aproximadamente 25 testes de ponto único foram conduzidos de 1957 a 1958, sete tiveram rendimento zero ou insignificante (sucesso), três tiveram rendimentos de 300 t a 500 t (falha severa), e o resto tiveram rendimentos inaceitáveis entre esses extremos.
De particular preocupação era a W47 de Livermore, que gerou rendimentos inaceitáveis a testes contra estes acidentes. Para prevenir uma detonação acidental, Livermore decidiu usar safing mecânicos. O esquema de segurança descrito abaixo foi o resultado.
Quando os testes recomeçaram em 1961, e continuaram por três décadas, tiveram tempo suficiente para fazer todos os desenhos de ogiva com a segurança de ponto único, sem a necessidade de safings mecânicos.
Método de segurança do fio
Uma ogiva particularmente perigosa era a W47 do Laboratório Livermore, desenhada para o míssil Polaris. O último teste antes da moratória de testes de 1958 foi um teste de ponto único para o primário da W47, que teve um rendimento inaceitavelmente elevado de 180 kgs de TNT (Hardtack II Titania). Com a moratória em força, não havia forma de refinar o desenho e deixá-lo mais seguro. Los Alamos tinha um primário com implosão linear de dois pontos para compartilhar, mas para isso ele deveria receber o crédito pelo projeto da primeira ogiva para SLBM, Livermore escolheu usar o método inseguro do seu primário.
O resultado foi um fio de boro que revestia o núcleo, inserido durante a manufaturação; ao armar a ogiva o fio era retirado, e não poderia ser reinserido. Mas o fio tinha tendência de ser tornar quebradiço e quebrar durante o armamento, ou não sair completamente entre várias outros falha que faria da arma um fracasso caso ele não funcionasse adequadamente. Estimasse que entre 50 a 75% das ogivas falhariam. Isso requiriu uma completa remanufatura das ogivas W47. O óleo usado para lubrificar o fio também promovia a corrosão do fosso.Th
Forte ligação de elo fraco
Um mecanismo de ligação forte|ligação fraca e exclusão de zona de detonação nuclear é uma forma de travamento automático.
Ligação de ação permissiva
Em adição aos mecanismo vistos acima, para reduzir a probabilidade de detonação nuclear acidental de uma simples falha, o mecanismo de ação permissiva é utilizado pelos países da OTAN que têm armamento nuclear compartilhado que na verdade vêm de outros países (como a Alemanha, Itália e Turquia). Eles estão atados aos sistemas de controle das ogivas nucleares e podem impedir a sua detonação. Ele é usado em caso o país que está com as armas resolva utilizá-las sem o consentimento dos outros países da OTAN, ou seja, existem apenas para impedir o uso não permitido destas armas.